# 大洋鱈魚
大洋鱈魚，學名為美洲綿䲁（Zoarces americanus）是輻鰭魚綱鱸形目綿䲁科下的黏魚。牠們分佈在新英格蘭及加拿大東岸對開的大西洋西北部。牠們的血液中含有抗凍蛋白，使牠們可以在接近冰封的海域生存。
科學家抽取了大洋鱈魚的基因，並植入到鮭魚中，目的是加快鮭魚的生長。這項實驗使得鮭魚得到了大洋鱈魚的抗凍能力，令其全年也可以生長。但是有指這種基因改造的鮭魚會對普通鮭魚造成威脅。雖然適合人類食用，但現時仍有協議不會出售這種基因改造鮭魚。
於2006年，聯合利華宣佈已成功利用大洋鱈魚的基因來改造酵母，以生產抗凍蛋白，並使用這種技術到其雪糕產品中，以增強其凝固及保存能力。

## 外部連結
- Ocean Pout - Status of Fishery Resources off the Northeastern US（页面存档备份，存于）
- Ocean pouts and wolf eels（页面存档备份，存于）